# VLT (망원경)
VLT(Very Large Telescope, VLT)은 칠레 남부 아타카마 사막의 세로파라날산, 고도 2635m에 위치한 망원경이다.

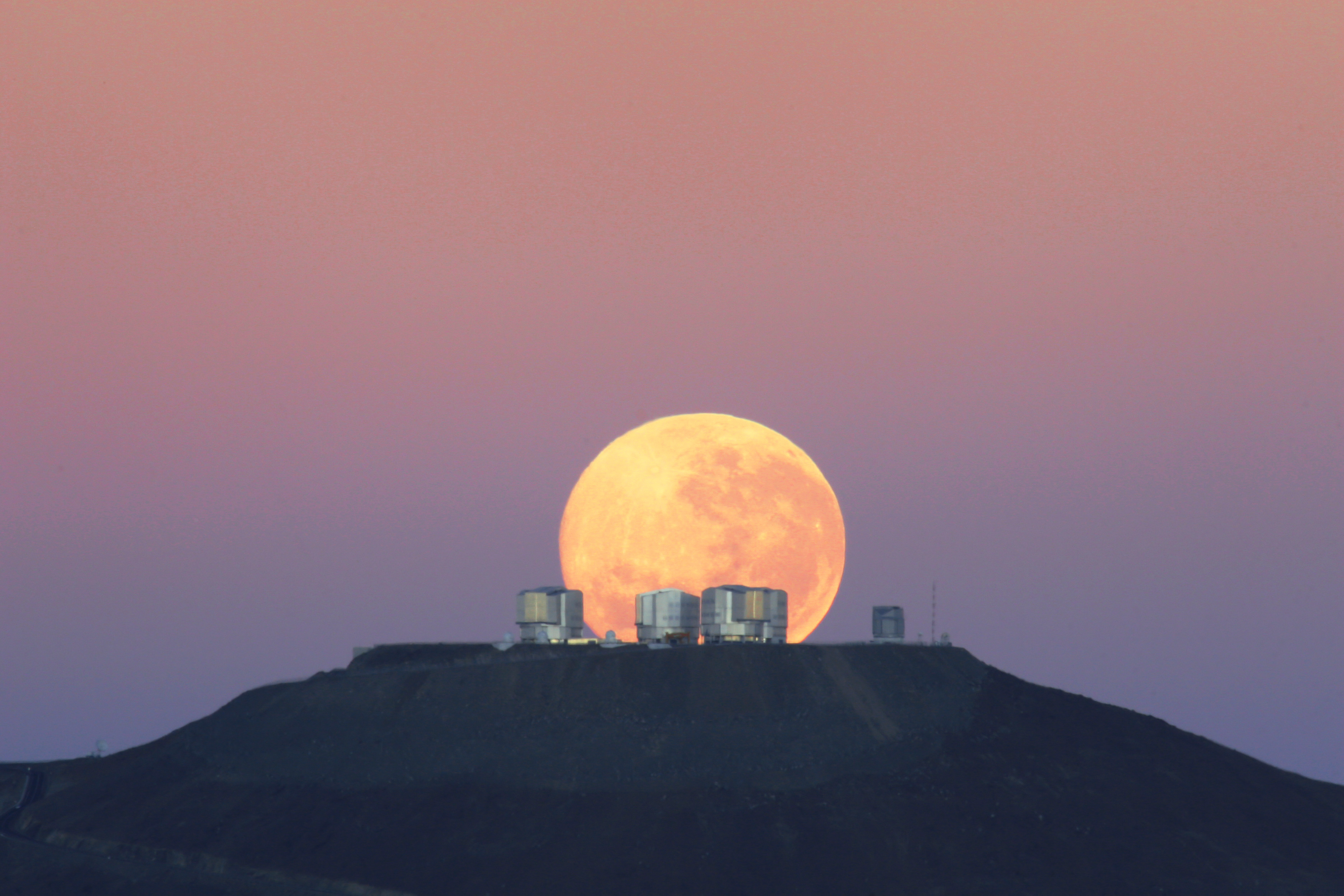
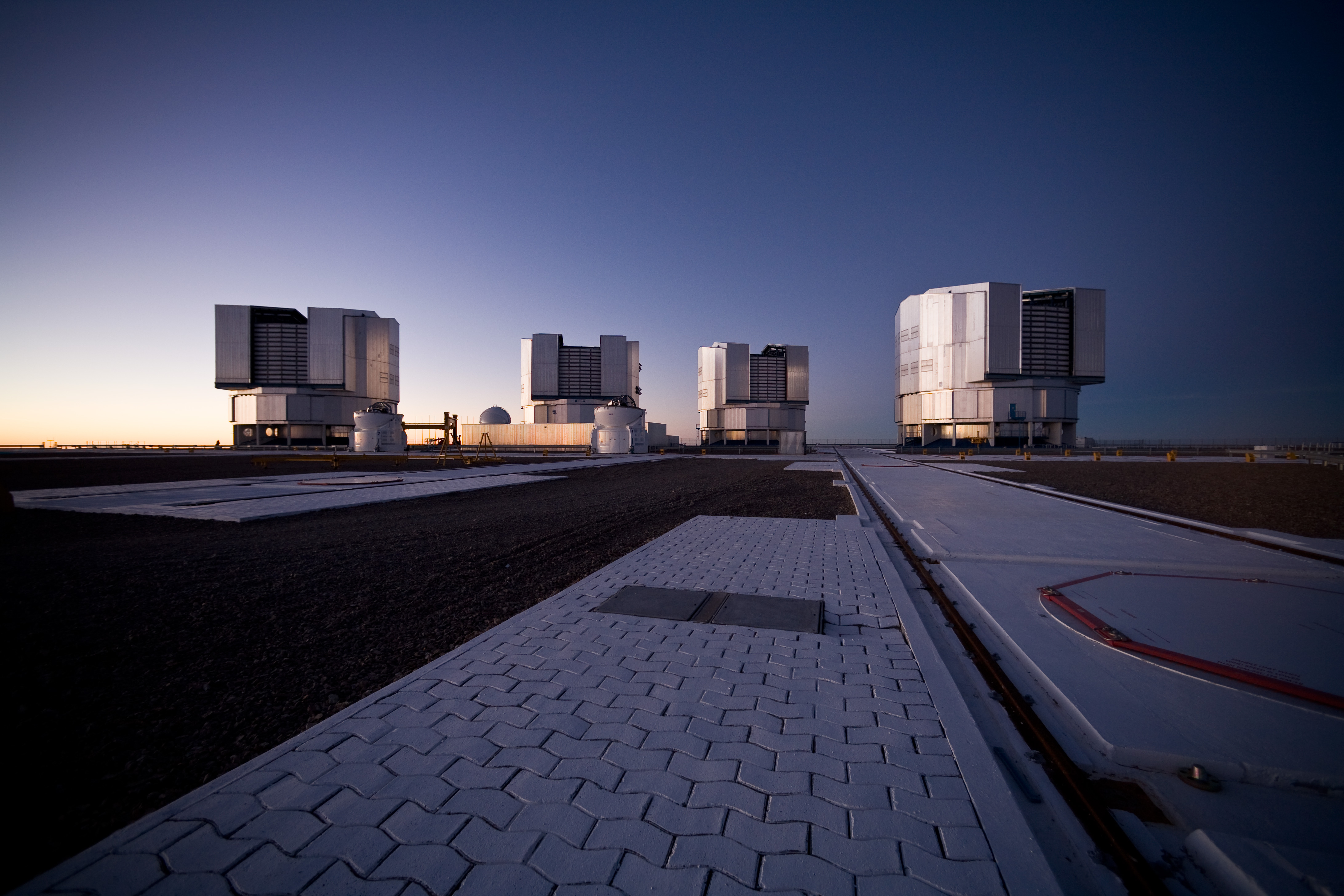
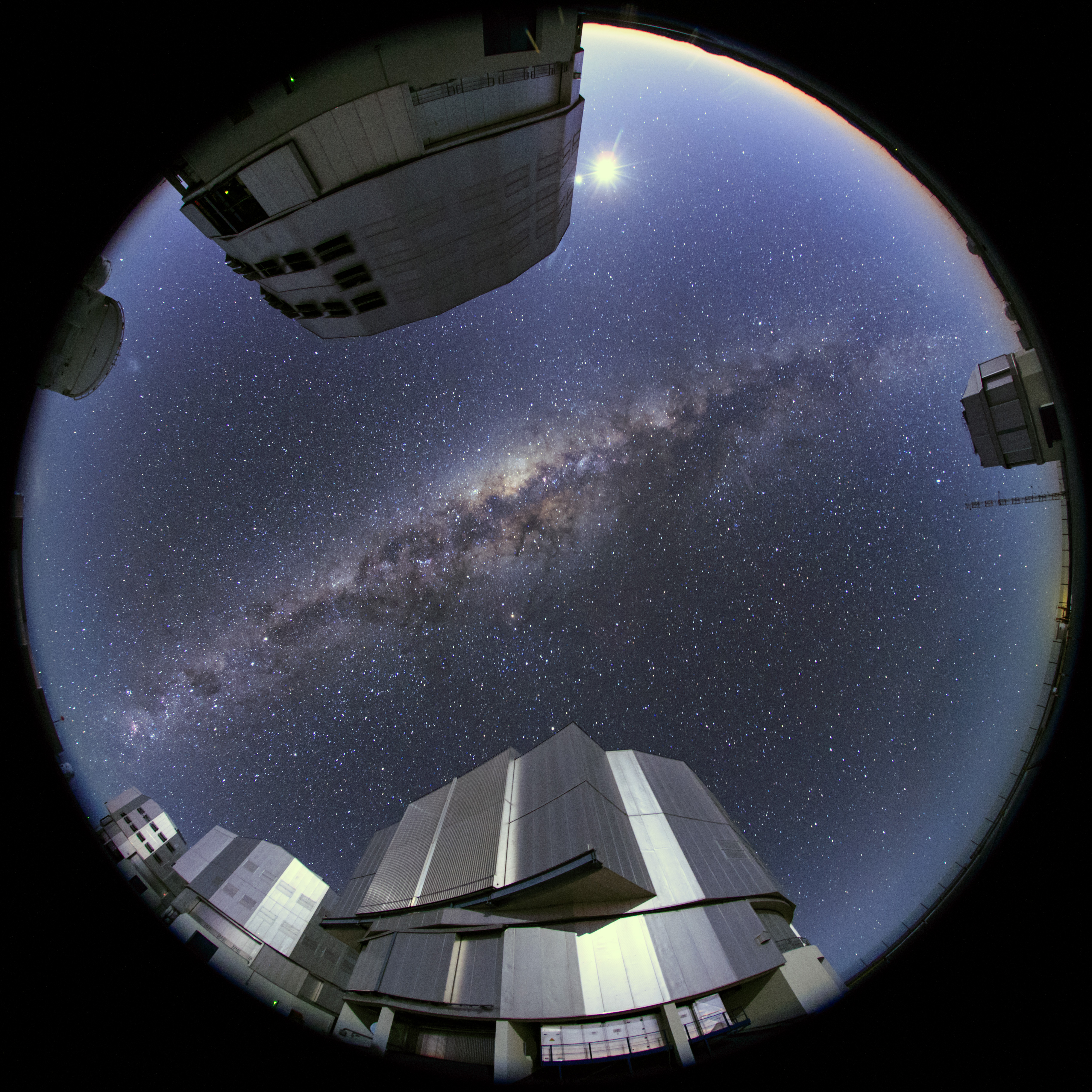

유럽 남방 천문대 산하 파라날 천문대에서 운영하며, 구경은 8.2m 4개와 1.8m 4개의 광학 망원경으로 이루어져있다. 최대 시야는 7.5' x 7.5'이다. 가시광선에서 적외선까지(0.33μm ~ 24.5μm)의 전자기파 파장을 관측한다. 4 대를 광섬유로 결합하여 간섭계로 운용하는 것도 가능하다. 구경 8.2m 망원경 4개의 이름은 마푸둥군어로 Antu, Kueyen, Melipal, Yepun 인데, 각각의 뜻은 태양·달·남십자자리·금성이다.

## 사진

## 같이 보기
- 초대형 망원경
- 장기선 간섭계
- 아타카마 대형 밀리미터 집합체